# Sielsowiet Pohost Zahorodzki
Sielsowiet Pohost Zahorodzki (biał. Загародскі сельсавет; ros. Загородский сельсовет) – sielsowiet na Białorusi, w obwodzie brzeskim, w rejonie pińskim, z siedzibą w Kamieniu.
Według spisu z 2009 sielsowiet Pohost Zahorodzki zamieszkiwało 1625 osób, w tym 1575 Białorusinów (96,92%), 33 Rosjan (2,03%), 6 Ukraińców (0,37%), 4 Polaków (0,25%), 2 osoby innych narodowości i 5 osób, które nie podały żadnej narodowości.

## Historia
26 sierpnia 2014 do sielsowietu przyłączono Wiaz, który dotychczas wchodził w skład sielsowietu Nowy Dwór.

## Miejscowości
- wsie:
  - Borki
  - Kamień
  - Kruhlaje
  - Pohost Zahorodzki
  - Wiaz